# Mary Belle Allen
Mary Belle Allen (Morristown, Nueva Jersey 1922-1973) fue una botánica, micóloga, algóloga, y fitopatóloga estadounidense; Desarrolló actividades científicas en el Laboratorio Richmond Kaiser Permanente, de la Universidad Stanford, Pacific Grove, California.

## Obra

### Publicaciones importantes
- Allen, M.B., L. Fries. 1964. The Carotenoids of Algae: Pigments from some Cryptomonads, a Heterokont and some Rhodophyceae. J.Gen.Microbiol. 34: 259-267.

- Allen, M.B. 1960. Carotenoid Distribution in Certain Naturally Occurring Algae and in some Artificially Induced Mutants of Chlorella pyrenoidosa. J.Gen.Microbiol. 23: 98-108.

- Allen, M.B., E.C. Dougherty, J.J.A. McLaughlin. 1959. Chromoprotein pigments of some cryptomonad flagellates. Nature, Lond. 184: 1047.

- Allen, M.B. 1958. Possible functions of chlorophyll b. Studies with green algae that lack chlorophyll b. The Photochemical Apparatus, its Structure and Function, Brookhaven. Symposia in Biology 11: 339.

- Allen, M.B. 1953. THE THERMOPHILIC AEROBIC SPOREFORMING BACTERIA. Bacteriol. Rev. June 1953 17(2): 125-173.

- Allen, M.B. 1946. Phosphorus in starch: Nature and reactions of starch phosphate. Enzymatic phosphorylation of starch and synthesis of amylopectin. Publicó Columbia University. 26 p.

- La abreviatura «M.B.Allen» se emplea para indicar a Mary Belle Allen como autoridad en la descripción y clasificación científica de los vegetales.[4]